# True Love and a Trailer
True Love and a Trailer è un cortometraggio muto del 1913. Non si conosce il nome del regista che non viene riportato nei credit del film.

## Trama
Volendo scappare di casa con l'innamorata, un giovane si finge un bandito di strada per ingannare il padre della ragazza.

## Produzione
Il film fu prodotto dalla Hepworth.

## Distribuzione
Distribuito dalla Hepworth, il film - un cortometraggio di 160 metri - uscì nelle sale cinematografiche britanniche nel maggio 1913.
Fu distrutto nel 1924 dallo stesso produttore, Cecil M. Hepworth. Fallito, in gravissime difficoltà finanziarie, Hepworth pensò in questo modo di poter almeno recuperare il nitrato d'argento della pellicola.